# Nina Jacobson
Pour les articles homonymes, voir Jacobson.
Nina Jacobson est une productrice américaine née en 1966. Depuis 2006, elle est la présidente du Walt Disney Motion Pictures Group.
Avec Dawn Steel, Gail Berman et Sherry Lansing, elle est l'une des dernières femmes à diriger un studio de production hollywoodien.

## Début de carrière
Nina Jacobson a étudié à la Brown University, obtenant son diplôme en 1987. Elle a commencé sa carrière dans le cinéma en tant que spécialiste en documentaires.

Elle rejoint ensuite les Studios Disney en tant qu'analyse d'histoire, mais fut vite licencié à cause d'un changement de direction. En 1988, elle rejoint les studios Silver Pictures en tant que réalisatrice. Puis, elle est nommée vice-présidente aux studios Universal Pictures. Elle s'occupera avec succès des projets L'Armée des douze singes et Génération rebelle.
Plus tard, elle travaille pour DreamWorks SKG et produit Apparences ou FourmiZ
En juillet 2006, elle est élue présidente du Walt Disney Motion Pictures Group, une branche de The Walt Disney Company.
De 2012 à 2015, elle produit la saga cinématographique à succès Hunger Games, tiré des romans du même nom écrit par Suzanne Collins.

## Filmographie
- 2023 : Hunger Games : La Ballade du serpent et de l'oiseau chanteur (The Ballad of Songbirds and Snakes) de Francis Lawrence
- 2023 : Class of '09 (mini-série)